# Сарагоса-Делісіас
41°39′31″ пн. ш. 0°54′40″ зх. д. / 41.658661° пн. ш. 0.9112° зх. д.
Сарагоса-Делісіас (ісп. Zaragoza-Delicias) — залізнична і автобусна станція Сарагоси, Арагон, Іспанія.
Станцію було відкрито 7 травня 2003 року, що збіглося з місцевими виборами 2003 року.
Станом на 5 травня 2007 року також відкрито головний автовокзал.
11 червня 2008 року, за три дні до відкриття Expo 2008, на вокзалі відкрито готель «Husa Puerta de Zaragoza».

## Історія
Станцію спроектували архітектори Карлос Ферратер, Хосе Марія Валеро та Фелікс Арранц, а також інженер з Валенсії Хуан Бросет.
Це станція з великим внутрішнім простором довжиною понад 160 м і шириною 180 м з трьома залами, що організовує рух пасажирів, відправлення та прибуття поїздів.
Станційний комплекс займає близько 18,8 га загальної площі. Тільки для обслуговування поїздів побудовано 8 платформ довжиною 400 м.
Одним з найбільш інноваційних елементів такого дизайну є дах, арки якого видно на значній відстані.
Будівля вокзалу має площу 40 000 м² і висоту 30 метрів.
Станція здобула нагороду FAD у 2004 році в галузі архітектури та Premio Brunel в 2005.

## Сервіс
Станція обслуговує залізницю LGV Мадрид-Барселона-Фігерас.

Маршрути що обслуговує станція:
- L-6: Сарагоса-Делісіас — Теруель — Валенсія-Північ
- R-4: Сарагоса-Делісіас — Аркос-де-Халон — Мадрид-Шамартен
- Р-5: Калатаюд — Сарагоса-Делісіас
- R-28: Сарагоса-Делісіас — Тудела — Кастехон — Логроньо — Міранда де Ебро
- R-32: Сарагоса-Делісіас — Памплона — Віторія-Гастейс
- R-41: Сарагоса-Делісіас — Уеска — Канфранк
- R-42, Ca-6: Сарагоса-Делісіас — Каспе — Барселона-Сантс
- R-43: Сарагоса-Делісіас — Льєйда-Піренеї